# مکس راینهارت
مکس راینهارت (آلمانی: Max Reinhardt؛ زاده ۹ سپتامبر ۱۸۷۳ – درگذشته ۳۰ اکتبر ۱۹۴۳) یک کارگردان و هنرپیشه اهل اتریش بود.